# Santa Ana Mountains
Santa Ana Mountains je pohoří na jihozápadě Kalifornie, v Orange County a Riverside County,
přibližně 60 kilometrů jihovýchodně od centra Los Angeles a 25 kilometrů jihovýchodně od Anaheimu.
Santa Ana Mountains tvoří nejsevernější část horských pásem Peninsular Ranges.
Nejvyšším vrcholem je Santiago Peak (1 733 m).

## Geografie
Pohoří se rozkládá ze severozápadu na jihovýchod. Santa Ana má délku přes 30 km a největší šířku okolo 20 km. Pobřeží Tichého oceánu je necelých 30 km jihozápadně. Santa Ana je součástí Cleveland National Forest. Nejvyšší hora Santiago Peak leží ve středo-jižní části pohoří, mírně stranou od dalších hlavních vrcholů. Santiago Peak je dobře viditelný, na vrcholu se nachází řada televizních a rozhlasových vysílačů. Na vrchol vede cesta. Jižní hranici pohoří tvoří kaňony San Juan a San Mateo.